# Jonas Drentwett
Jonas Drentwett (* 7. Juni 1656 in Augsburg; † 26. Januar 1736 in Ödenburg, Königreich Ungarn oder Wien) war ein deutscher Freskant aus der Augsburger Künstlerdynastie der Drentwett.
Jonas Drentwett war verheiratet mit Helena († 1702). Er war besonders in und um Wien tätig. So erschuf er für Eugen von Savoyen verschiedene Groteskfresken im Schloss Belvedere, im Winterpalais Prinz Eugen und im Gartenpavillon von Obersiebenbrunn. Für den Fürsten von Liechtenstein war er in Guntramsdorf tätig. Weiterhin malte er ein Fresko für den Saal des Rathauses in Bratislava.
| Personendaten    | Personendaten      |
| ---------------- | ------------------ |
| NAME             | Drentwett, Jonas   |
| KURZBESCHREIBUNG | deutscher Freskant |
| GEBURTSDATUM     | 7. Juni 1656       |
| GEBURTSORT       | Augsburg           |
| STERBEDATUM      | 26. Januar 1736    |
| STERBEORT        | Ödenburg oder Wien |